# Gustavo Machaín
Gustavo Darío Machaín Uhalde (Montevideo, 19 de septiembre de 1965) es un exfutbolista y entrenador uruguayo. Actualmente dirige al Colón Fútbol Club de Uruguay. 

## Trayectoria

### Jugador
Debutó en la Primera División uruguaya con el Danubio en 1982, donde hizo inferiores desde muy joven y luego pasó por Liverpool y Progreso, con este último participó en Copa Libertadores anotando 1 gol en la competición y con el cual su equipo llegó hasta Octavos de final, instancia en la que fueron eliminados por el Barcelona de Guayaquil. Después se dio su llegada al Sagan Tosu de Japón, equipo con el cual fue dirigido por el entrenador Julio César Cortés. En 1993 pega a la vuelta a su país, fichando por Central Español. Para 1994, tras tener propuestas del futbol mexicano, termina migrando a Perú para firmar por el León de Huánuco, de la mano del entrenador Carlos Daniel Jurado. Un año más tarde, se iría traspasado al Cienciano de ese mismo país, donde permanecería una temporada. Regreso a Uruguay donde también tuvo etapas en Club Atlético Rentistas y El Tanque Sisley. Posteriormente volvería a la capital para jugar nuevamente con Progreso, en estas últimas dos ocasiones junto al técnico Julio César Cortés y retirándose del futbol profesional en este último club. 

### Director técnico
Tras su retiro como futbolista profesional, se inició como entrenador en Rocha y Danubio de Uruguay, luego emigraría a Guatemala, donde dirigiría en clubes como Club Social y Deportivo Municipal, Xelajú MC y Aurora, antes de regresar a Uruguay para dirigir a Colón Fútbol Club.

## Clubes

### Como futbolista
| Club             | País    | Año       |
| ---------------- | ------- | --------- |
| Danubio          | Uruguay | 1982-1986 |
| Liverpool        | Uruguay | 1987-1988 |
| Progreso         | Uruguay | 1989-1990 |
| Sagan Tosu       | Japón   | 1991-1992 |
| Central Español  | Uruguay | 1993      |
| León de Huánuco  | Perú    | 1994      |
| Cienciano        | Perú    | 1995      |
| Rentistas        | Uruguay | 1996-1997 |
| El Tanque Sisley | Uruguay | 1998      |
| Progreso         | Uruguay | 1999-2000 |

### Como entrenador
| Club              | País      | Año       | PD | PG | PE | PP | Efectividad |
| ----------------- | --------- | --------- | -- | -- | -- | -- | ----------- |
| Rocha             | Uruguay   | 2009-2010 | 11 | 3  | 5  | 3  | 42.42%      |
| Danubio           | Uruguay   | 2011      | 18 | 9  | 5  | 4  | 59.26%      |
| CSD Municipal     | Guatemala | 2015-2018 | 95 | 42 | 34 | 19 | 56.14%      |
| Xelajú MC         | Guatemala | 2020      | 8  | 1  | 3  | 4  | 25%         |
| Deportivo Achuapa | Guatemala | 2021      | 6  | 1  | 2  | 3  | 33.34%      |
| Aurora            | Guatemala | 2021-2022 | 20 | 8  | 7  | 5  | 51.67%      |
| Colón             | Uruguay   | 2023-Act. | 3  | 1  | 0  | 2  | 57.66%      |